# Hugo Ricardo Araya
Hugo Ricardo Araya (14 de marzo de 1960, El Cano, Córdoba) es un prelado argentino actual obispo de la Diócesis de Cruz del Eje. Realizó sus estudios eclesiásticos en filosofía y teología en el Seminario de Córdoba y es licenciado en teología moral por la Universidad Católica Argentina.

## Biografía
Hugo Ricardo nació en El Cano el 14 de marzo de 1960, dónde se crio y cursó sus estudios hasta el Secundario. Ingresó al Seminario de Córdoba y fue ordenado sacerdote el 21 de diciembre de 1984 por el obispo Adolfo Roque Esteban Arana.
Se destacó cómo vicario parroquial desde su ordenación hasta 1992 cuando fue designado párroco de la Parroquia "Santa Catalina de Siena" en Santa Catalina hasta 2002 tiempo en el que también fue capellán auxiliar en el Batallón de Arsenales 141, actual Batallón de Arsenales 604.
El 2 de agosto de 2017 el Papa Francisco lo nombró obispo de la Diócesis de Cruz del Eje, tomando posesión de la Diócesis ese mismo día y recibiendo la ordenación episcopal el 7 de octubre del mismo año.